# Veronika Radulovic
Veronika Radulovic (* 28. Januar 1954 in Delbrück) ist eine deutsche Künstlerin.

## Leben
Veronika Radulovic studierte 1977–1983 „Visuelle Kommunikation“ (Zeichnung/Illustration/Schrift) an der Fachhochschule Bielefeld bei Karl Heinz Meyer, Roland Günter, Gerd Fleischmann. Sie nahm an zahlreichen Symposien teil, insbesondere zur Kunst im öffentlichen Raum. 1988/89 lehrte sie als Gastdozentin an der Freien Kunstschule in Szentendre, Ungarn (mit Akos Birkas, Szirtes Janos, Fe Lugossy) und war 1992/93 „Artist in residence“ im „Artist Village“ in Singapur (mit Tang Da Wu, Lee Wen, Zai Kuning).

## Werke
1993 erlernte sie in Hanoi, Vietnam die vietnamesische Lacktechnik „Son Mai“. Im Februar 1994 zeigte sie in einer erstmals möglichen Kooperationsausstellung gemeinsam mit Le Hong Thai und Bui Huu Hung ihre Arbeiten im staatlichen Ausstellungshaus 29 Hang Bai in Hanoi. Von 1994 bis 2005 lehrte sie als erste Deutsche – u. a. als Gastdozentin des DAAD – an der École des Beaux Arts d’Indochine (Hochschule für Kunst Vietnam) in Hanoi. In diesen zwölf Jahren war sie nicht nur Zeugin, sondern wichtige Vermittlerin zeitgenössischer internationaler Kunst in Vietnam, an einer Hochschule, die noch von Einflüssen des französischen Akademismus und des sozialistischen Realismus geprägt war. Die von ihr an dieser Hochschule konzipierten Ausstellungsprojekte Nuoc-Wasser und Cay-Baum fanden unter anderem in Zusammenarbeit mit dem Goethe-Institut Hanoi statt.
Als Kuratorin arbeitete sie unter anderem an den Ausstellungsprojekten Gap Vietnam (1998/99) im Haus der Kulturen der Welt Berlin, Lack Erde Steine (1996) im Museum für Lackkunst Münster sowie Ryllega Berlin (2008) im Glaspavillon an der Volksbühne Berlin.
2006 erschien ihre Publikation Sicherheitsabstand. Kunst, Vietnam, Politik, Freundschaften. Eine Annäherung. 2007 arbeitete sie an dem „Kunst und Bau“-Projekt des Landes NRW in der Justizvollzugsanstalt Brackwede II mit dem Titel Wenn ich heute … Freistundenhof und Funktionsraum Friseur. 2008 leitete sie in Hanoi und Huế den internationalen Workshop „Open Academy“ gemeinsam mit Nguyen Minh Phuoc, Truong Tan und Nguyen Minh Thanh.
Sie war Kuratorin und Organisation der Open Academy 2010 in Hanoi/Hue und HCMC (gemeinsam mit Andreas Schmid) im Rahmen des Deutschland Vietnam Jahres.

## Ausstellungen
- 1989 Vajda-Lajos-Studio: Szentendre (Ungarn)
- 1990 Kunsthalle Bielefeld: "Veronika Radulovic"
- 1993 Galerie Notices, Singapur: "Cascading Waters"
- 1996 Hochschule der Kunst Hanoi: "Khoang cach an toan"
- 1997 Galeria Arsenal, Bialystok (Polen): "… und der Erde"
- 1998 Museum für Lackkunst, Münster: "zwischen den Wassern"
- 1999 Goethe-Institut Hanoi, Vietnam: "thuc hanh ve, Hanoi"
- 2001 Galerie am Großneumarkt, Hamburg: "… die alltäglichen Dinge"
- 2001 Goethe-Institut Hanoi: "Causal Relation (Australien – Vietnam – Deutschland)"
- 2003 Hochschule für Kunst Hanoi: "181 Bitten"
- 2004 Ryllega Hanoi: "Con Bo Cuoi"
- 2005 Goethe-Institut Hanoi: "Familiar Surroundings"
- 2007 Galerie Clemens Thimme Karlsruhe: "Made in Vietnam"

### Symposien, Projekte und Außenarbeiten (Auswahl)
- 1989 Foerde (Norwegen): "Miljokunst 1989"
- 1991 Bolsena (Italien): Progetto Civitella D'Agliano
- 1991 Maastricht (Niederlande), Jan van Eyck-Accademie: "Groene Hoener"
- 1992 Fukuoka (Japan), Tenjin Park: "Schlichte Süße" (Klangbild)
- 1992 Tokio (Japan), Yanaka Cemetery: "Aber doch Glauben" (Klangbild)
- 1993 Bangkok (Thailand), Concrete House: "Sense Yellow"
- 1995 Singapur, Substation: "Khoang cach an toan (2)"
- 1997 Suprasl (Polen): "Plennar"

## Publikation
- Veronika Radulovic: Sicherheitsabstand. Vietnam. Kunst. Politik. Freundschaften. Eine Annäherung. Mit einem Nachwort von Birgit Hussfeld. Kerber-Verlag, Bielefeld 2005.